# (14120) Espenak
(14120) Espenak (1998 QJ54) – planetoida z pasa głównego asteroid okrążająca Słońce w ciągu 3,68 lat w średniej odległości 2,38 j.a. Odkryta 27 sierpnia 1998 roku.